# Vòng loại Cúp bóng đá U-23 châu Á 2024
Vòng loại Cúp bóng đá U-23 châu Á 2024 là giải đấu bóng đá dành cho độ tuổi dưới 23 được Liên đoàn bóng đá châu Á (AFC) tổ chức nhằm xác định các đội tuyển tham dự Cúp bóng đá U-23 châu Á 2024, giải đấu 2 năm 1 lần dành cho những cầu thủ trẻ dưới 23 tuổi của châu Á.
Tổng cộng có 16 đội đủ điều kiện để tham dự vòng chung kết, bao gồm cả Qatar được đặc cách tham dự giải đấu với tư cách chủ nhà.

## Thay đổi thể thức
Ủy ban điều hành AFC đã thông qua một số khuyến nghị chiến lược do Ủy ban thi đấu AFC đưa ra. Một trong số đó là việc loại bỏ nguyên tắc phân vùng trong các giải đấu trẻ của AFC, theo đó vòng loại của ba giải đấu trẻ, bao gồm U-17 châu Á, U-20 châu Á và U-23 châu Á sẽ không còn chia theo khu vực Đông - Tây.

## Bốc thăm
43 trong tổng số 47 thành viên của AFC, trong đó có đội chủ nhà Qatar, đủ điều kiện để tham dự vòng loại; vào ngày 21 tháng 1 năm 2023, FIFA đã đình chỉ Sri Lanka cho đến khi có thông báo mới. Lễ bốc thăm diễn ra vào lúc 15:00 MST (UTC+8) ngày 25 tháng 5 tại trụ sở của AFC ở Kuala Lumpur, Malaysia.
Các đội được xếp theo nhóm hạt giống dựa vào thành tích tại Cúp bóng đá U-23 châu Á 2022 và vòng loại (xếp hạng tổng thể được hiển thị trong ngoặc đơn). Các đội tuyển là chủ nhà của vòng loại đã được thông báo vào ngày 17 tháng 5 và được chia thành các nhóm riêng biệt khi bốc thăm. Vì Qatar đã đủ điều kiện tham dự vòng chung kết với tư cách chủ nhà và các trận đấu của họ sẽ được coi là các trận đấu giao hữu, nên họ được xếp vào nhóm hạt giống không được xếp hạng để bốc thăm và được xếp vào nhóm 4.
|                   | Nhóm 1 | Nhóm 2 | Nhóm 3 | Nhóm 4 |
| ----------------- | --- | --- | --- | --- |
| Hạt giống chủ nhà | 1. Ả Rập Xê Út (1) (H) 2. Uzbekistan (2) (H) 3. Hàn Quốc (5) (H) 4. Việt Nam (7) (H) 5. Thái Lan (9) (H) 6. Jordan (10) (H) | 1. Kuwait (14) (H) 2. Tajikistan (16) (H) 3. Bahrain (17) (H) 4. Indonesia (23) (H)                           | | 1. Trung Quốc (NR) (H) |
| Các đội còn lại   | 1. Nhật Bản (3) 2. Úc (4) 3. Iraq (6) 4. Turkmenistan (8) 5. UAE (11)                                                       | 1. Iran (12) 2. Malaysia (15) 3. Myanmar (18) 4. Campuchia (19) 5. Syria (20) 6. Ấn Độ (21) 7. Singapore (22) | 1. Kyrgyzstan (24) 2. Palestine (25) 3. Yemen (26) 4. Đông Timor (27) 5. Đài Bắc Trung Hoa (28) 6. Liban (29) 7. Lào (30) 8. Bangladesh (31) 9. Hồng Kông (32) 10. Maldives (33) (W) 11. Oman (34) | 1. Mông Cổ (35) 2. Philippines (36) 3. Afghanistan (NR) 4. Brunei (NR) 5. CHDCND Triều Tiên (NR) (W) 6. Guam (NR) 7. Ma Cao (NR) (N) 8. Pakistan (NR) 9. Qatar (13) (Q) |

| - Sri Lanka (X) - Nepal - Bhutan - Quần đảo Bắc Mariana (N) |

Ghi chú
- Các đội in đậm đủ điều kiện tham dự vòng chung kết.
- (H): Chủ nhà nhóm vòng loại được xác định trước lễ bốc thăm.
- (Q): Chủ nhà của vòng chung kết, tự động vượt qua vòng loại bất kể kết quả vòng loại.
- (W): Rút lui sau khi bốc thăm.
- (X): Bị đình chỉ.
- (N): Không phải là thành viên của Ủy ban Olympic Quốc tế, không đủ điều kiện tham gia Thế vận hội.

### Kết quả bốc thăm
Kết quả bốc thăm như sau:
| VT | Đội        |
| -- | ---------- |
| A1 | Jordan (H) |
| A2 | Syria      |
| A3 | Oman       |
| A4 | Brunei     |

| VT | Đội          |
| -- | ------------ |
| B1 | Hàn Quốc (H) |
| B2 | Myanmar      |
| B3 | Kyrgyzstan   |
| B4 | Qatar        |

| VT | Đội          |
| -- | ------------ |
| C1 | Việt Nam (H) |
| C2 | Singapore    |
| C3 | Yemen        |
| C4 | Guam         |

| VT | Đội         |
| -- | ----------- |
| D1 | Nhật Bản    |
| D2 | Bahrain (H) |
| D3 | Palestine   |
| D4 | Pakistan    |

| VT | Đội            |
| -- | -------------- |
| E1 | Uzbekistan (H) |
| E2 | Iran           |
| E3 | Hồng Kông      |
| E4 | Afghanistan    |

| VT | Đội        |
| -- | ---------- |
| F1 | Iraq       |
| F2 | Kuwait (H) |
| F3 | Đông Timor |
| F4 | Ma Cao     |

| VT | Đội            |
| -- | -------------- |
| G1 | UAE            |
| G2 | Ấn Độ          |
| G3 | Maldives (W)   |
| G4 | Trung Quốc (H) |

| VT | Đội          |
| -- | ------------ |
| H1 | Thái Lan (H) |
| H2 | Malaysia     |
| H3 | Bangladesh   |
| H4 | Philippines  |

| VT | Đội                   |
| -- | --------------------- |
| I1 | Úc                    |
| I2 | Tajikistan (H)        |
| I3 | Lào                   |
| I4 | CHDCND Triều Tiên (W) |

| VT | Đội             |
| -- | --------------- |
| J1 | Ả Rập Xê Út (H) |
| J2 | Campuchia       |
| J3 | Liban           |
| J4 | Mông Cổ         |

| VT | Đội               |
| -- | ----------------- |
| K1 | Turkmenistan      |
| K2 | Indonesia (H)     |
| K3 | Đài Bắc Trung Hoa |

## Thể thức
Trong mỗi bảng, các đội tuyển thi đấu vòng tròn một lượt tại địa điểm trung lập. Mười một đội nhất bảng và bốn đội nhì bảng có thành tích tốt nhất sẽ giành quyền dự vòng chung kết.

### Các tiêu chí
Các đội tuyển được xếp hạng theo điểm (3 điểm cho 1 trận thắng, 1 điểm cho 1 trận hòa, 0 điểm cho 1 trận thua), và nếu trận hòa bằng điểm, các tiêu chí tiêu chuẩn sau được áp dụng, theo thứ tự, để xác định thứ hạng (Quy định bài viết 9.3):
1. Điểm trong các trận đối đầu trực tiếp giữa các đội liên quan;
2. Hiệu số bàn thắng thua trong các trận đối đầu trực tiếp giữa các đội liên quan;
3. Số bàn thắng ghi được trong các trận đối đầu trực tiếp giữa các đội liên quan;
4. Nếu nhiều hơn hai đội liên quan, và sau khi áp dụng tất cả các tiêu chí đối đầu ở trên, một nhóm nhỏ của các đội tuyển vẫn còn bằng nhau, tất cả các tiêu chí đối đầu ở trên đều được áp dụng lại cho một nhóm nhỏ này của đội tuyển;
5. Hiệu số bàn thắng thua trong tất cả các trận đấu vòng bảng;
6. Số bàn thắng ghi được trong tất cả các trận đấu vòng bảng;
7. Sút luân lưu nếu chỉ có hai đội tuyển được liên quan và họ gặp nhau trong trận cuối cùng của bảng;
8. Điểm kỷ luật (thẻ vàng = –1 điểm, thẻ đỏ gián tiếp = –3 điểm, thẻ đỏ trực tiếp = –3 điểm, thẻ vàng + thẻ đỏ trực tiếp = –4 điểm);
9. Bốc thăm.

## Các bảng đấu
Tất cả các trận đấu diễn ra từ ngày 6 tháng 9 đến 12 tháng 9 năm 2023.

### Bảng A
- Tất cả các trận đấu được tổ chức tại Jordan.
- Thời gian được liệt kê là UTC+3.

| VT | Đội        | ST | T | H | B | BT | BB | HS  | Đ | Giành quyền tham dự |
| -- | ---------- | -- | - | - | - | -- | -- | --- | - | ------------------- |
| 1  | Jordan (H) | 3  | 3 | 0 | 0 | 12 | 0  | +12 | 9 | Vòng chung kết      |
| 2  | Oman       | 3  | 2 | 0 | 1 | 5  | 1  | +4  | 6 |                     |
| 3  | Syria      | 3  | 1 | 0 | 2 | 11 | 4  | +7  | 3 |                     |
| 4  | Brunei     | 3  | 0 | 0 | 3 | 0  | 23 | −23 | 0 |                     |

| Syria | 0–2      | Oman                              |
| ----- | -------- | --------------------------------- |
|       | Chi tiết | - Al-Rawahi 25' - Al-Mashaiki 67' |

| Jordan | 9–0      | Brunei |
| --- | -------- | ------ |
| - Bani Hani 10' - Darwish 16' - Al-Shanaineh 22', 80' - Abualnadi 48' - Zulkifle 84' (l.n.) - Danish 90+2' (l.n.) - Abu Taha 90+5' - Al-Riyalat 90+7' | Chi tiết |        |

| Brunei | 0–11     | Syria |
| ------ | -------- | --- |
|        | Chi tiết | - Osman 20' - Kawo 41' - Abdullatif 45', 73', 78' - Rihanieh 45+3', 62', 66' (ph.đ.) - Hatem 75' - Nayef 90+4' - Ahmad 90+8' |

| Oman | 0–1      | Jordan           |
| ---- | -------- | ---------------- |
|      | Chi tiết | - Al-Riyalat 87' |

| Oman                                                | 3–0      | Brunei |
| --------------------------------------------------- | -------- | ------ |
| - Al-Maashari 5' - Al-Abdulsalam 8' - Al-Araimi 10' | Chi tiết |        |

| Jordan                           | 2–0      | Syria |
| -------------------------------- | -------- | ----- |
| - Al-Riyalat 11' - Bani Hani 71' | Chi tiết |       |

### Bảng B
- Tất cả các trận đấu được tổ chức tại Hàn Quốc.
- Thời gian được liệt kê là UTC+9.
- Do Qatar đã vượt qua vòng loại với tư cách chủ nhà, nên các trận đấu của họ sẽ chỉ tính là các trận giao hữu và không được tính vào bảng xếp hạng.

| VT | Đội          | ST | T | H | B | BT | BB | HS | Đ | Giành quyền tham dự |
| -- | ------------ | -- | - | - | - | -- | -- | -- | - | ------------------- |
| 1  | Hàn Quốc (H) | 2  | 2 | 0 | 0 | 4  | 0  | +4 | 6 | Vòng chung kết      |
| 2  | Kyrgyzstan   | 2  | 0 | 1 | 1 | 1  | 2  | −1 | 1 |                     |
| 3  | Myanmar      | 2  | 0 | 1 | 1 | 1  | 4  | −3 | 1 |                     |

| Myanmar                | 1–1      | Kyrgyzstan     |
| ---------------------- | -------- | -------------- |
| - Kaung Htet Paing 23' | Chi tiết | - Brauzman 52' |

| Kyrgyzstan | 0–1      | Hàn Quốc          |
| ---------- | -------- | ----------------- |
|            | Chi tiết | Hyun-Seok Hong 9' |

| Hàn Quốc                                                       | 3–0      | Myanmar |
| -------------------------------------------------------------- | -------- | ------- |
| - Paik Sang-hoon 5' - Jeon Byung-kwan 85' - Oh Jae-hyeok 90+2' | Chi tiết |         |

### Bảng C
- Tất cả các trận đấu được tổ chức tại Việt Nam.
- Thời gian được liệt kê là UTC+7.

| VT | Đội          | ST | T | H | B | BT | BB | HS  | Đ | Giành quyền tham dự |
| -- | ------------ | -- | - | - | - | -- | -- | --- | - | ------------------- |
| 1  | Việt Nam (H) | 3  | 2 | 1 | 0 | 9  | 2  | +7  | 7 | Vòng chung kết      |
| 2  | Yemen        | 3  | 2 | 0 | 1 | 8  | 2  | +6  | 6 |                     |
| 3  | Singapore    | 3  | 0 | 2 | 1 | 3  | 6  | −3  | 2 |                     |
| 4  | Guam         | 3  | 0 | 1 | 2 | 2  | 12 | −10 | 1 |                     |

| Singapore | 0–3      | Yemen                           |
| --------- | -------- | ------------------------------- |
|           | Chi tiết | - Maher 32', 45+3' - Hanash 41' |

| Việt Nam | 6–0      | Guam |
| --- | -------- | ---- |
| - Lê Văn Đô 33' - Nguyễn Văn Tùng 54' (ph.đ.) - Hồ Văn Cường 68' - Nguyễn Thanh Nhàn 79' - Hoàng Văn Toản 84' - Bùi Vĩ Hào 90' (ph.đ.) | Chi tiết |      |

| Guam        | 1–1      | Singapore              |
| ----------- | -------- | ---------------------- |
| - Meyar 89' | Chi tiết | - Zulkifli 63' (ph.đ.) |

| Yemen | 0–1      | Việt Nam         |
| ----- | -------- | ---------------- |
|       | Chi tiết | - Bùi Vĩ Hào 84' |

| Yemen                                                                    | 5–1 | Guam         |
| ------------------------------------------------------------------------ | --- | ------------ |
| - Mahross 2' - Al-Qashmi 17' - Al-Sharafi 25' - Maher 69' - Al-Harbi 88' |     | - Thomas 23' |

| Việt Nam                                           | 2–2 | Singapore                              |
| -------------------------------------------------- | --- | -------------------------------------- |
| - Nguyễn Đình Bắc 13' (ph.đ.) - Nguyễn Hữu Nam 78' |     | - Nguyễn Hữu Nam 58' (o.g) - Zikos 78' |

### Bảng D
- Tất cả các trận đấu được tổ chức tại Bahrain.
- Thời gian được liệt kê là UTC+3.

| VT | Đội         | ST | T | H | B | BT | BB | HS | Đ | Giành quyền tham dự |
| -- | ----------- | -- | - | - | - | -- | -- | -- | - | ------------------- |
| 1  | Nhật Bản    | 3  | 2 | 1 | 0 | 7  | 0  | +7 | 7 | Vòng chung kết      |
| 2  | Palestine   | 3  | 2 | 0 | 1 | 3  | 2  | +1 | 6 |                     |
| 3  | Bahrain (H) | 3  | 1 | 1 | 1 | 3  | 2  | +1 | 4 |                     |
| 4  | Pakistan    | 3  | 0 | 0 | 3 | 2  | 11 | −9 | 0 |                     |

| Bahrain | 0–1      | Palestine      |
| ------- | -------- | -------------- |
|         | Chi tiết | - Qunbar 90+1' |

| Nhật Bản                                                                      | 6–0      | Pakistan |
| ----------------------------------------------------------------------------- | -------- | -------- |
| - Nishio 11' - Mito 43', 64' - Hosoya 45+2', 51' (ph.đ.) - Fujita 59' (ph.đ.) | Chi tiết |          |

| Pakistan | 1–3 | Bahrain |
| -------- | --- | ------- |
|          |     |         |

| Palestine | 0–1 | Nhật Bản |
| --------- | --- | -------- |
|           |     |          |

| Palestine | 2–1 | Pakistan |
| --------- | --- | -------- |
|           |     |          |

| Nhật Bản | 0–0 | Bahrain |
| -------- | --- | ------- |
|          |     |         |

### Bảng E
- Tất cả các trận đấu được tổ chức tại Uzbekistan.
- Thời gian được liệt kê là UTC+5.

| VT | Đội            | ST | T | H | B | BT | BB | HS  | Đ | Giành quyền tham dự |
| -- | -------------- | -- | - | - | - | -- | -- | --- | - | ------------------- |
| 1  | Uzbekistan (H) | 3  | 3 | 0 | 0 | 19 | 1  | +18 | 9 | Vòng chung kết      |
| 2  | Iran           | 3  | 2 | 0 | 1 | 7  | 1  | +6  | 6 |                     |
| 3  | Afghanistan    | 3  | 0 | 1 | 2 | 1  | 12 | −11 | 1 |                     |
| 4  | Hồng Kông      | 3  | 0 | 1 | 2 | 0  | 13 | −13 | 1 |                     |

| Iran                                           | 3–0      | Hồng Kông |
| ---------------------------------------------- | -------- | --------- |
| - Hazbavi 2' - Ghorbani 44' - Sayyadmanesh 88' | Chi tiết |           |

| Uzbekistan                                                                                       | 8–1      | Afghanistan  |
| ------------------------------------------------------------------------------------------------ | -------- | ------------ |
| - Jaloliddinov 12', 54' - Davronov 36' - Norchayev 47', 53', 87' - Odilov 87' - Hamroliyev 90+1' | Chi tiết | - Musavi 42' |

| Afghanistan | 0–4 | Iran |
| ----------- | --- | ---- |
|             |     |      |

| Hồng Kông | 0–10 | Uzbekistan |
| --------- | ---- | ---------- |
|           |      |            |

| Hồng Kông | 0–0 | Afghanistan |
| --------- | --- | ----------- |
|           |     |             |

| Uzbekistan | 1–0 | Iran |
| ---------- | --- | ---- |
|            |     |      |

### Bảng F
- Tất cả các trận đấu được tổ chức tại Kuwait.
- Thời gian được liệt kê là UTC+3.

| VT | Đội        | ST | T | H | B | BT | BB | HS  | Đ | Giành quyền tham dự |
| -- | ---------- | -- | - | - | - | -- | -- | --- | - | ------------------- |
| 1  | Iraq       | 3  | 2 | 1 | 0 | 21 | 2  | +19 | 7 | Vòng chung kết      |
| 2  | Kuwait (H) | 3  | 2 | 1 | 0 | 9  | 2  | +7  | 7 | Vòng chung kết      |
| 3  | Đông Timor | 3  | 1 | 0 | 2 | 5  | 10 | −5  | 3 |                     |
| 4  | Ma Cao     | 3  | 0 | 0 | 3 | 0  | 21 | −21 | 0 |                     |

| Iraq | 13–0     | Ma Cao |
| --- | -------- | ------ |
| - Abdullah 9', 59' (ph.đ.) - Aoraha 15', 45+6' - Elaibi 26', 44' - Fadhil 37', 47', 57' - Azad 42' - Tahseen 63' - Younis 65' - Mohammed 86' | Chi tiết |        |

| Kuwait                                                  | 4–0      | Đông Timor |
| ------------------------------------------------------- | -------- | ---------- |
| - Al-Taweel 7' - Al-Qaisi 45' - Falah 54' - Al-Bous 80' | Chi tiết |            |

| Ma Cao | 0–3 | Kuwait |
| ------ | --- | ------ |
|        |     |        |

| Đông Timor | 0–6 | Iraq |
| ---------- | --- | ---- |
|            |     |      |

| Đông Timor | 5–0 | Ma Cao |
| ---------- | --- | ------ |
|            |     |        |

| Iraq | 2–2 | Kuwait |
| ---- | --- | ------ |
|      |     |        |

### Bảng G
- Tất cả các trận đấu được tổ chức tại Trung Quốc.
- Thời gian được liệt kê là UTC+8.

| VT | Đội            | ST | T | H | B | BT | BB | HS | Đ | Giành quyền tham dự |
| -- | -------------- | -- | - | - | - | -- | -- | -- | - | ------------------- |
| 1  | UAE            | 2  | 1 | 1 | 0 | 3  | 0  | +3 | 4 | Vòng chung kết      |
| 2  | Trung Quốc (H) | 2  | 1 | 1 | 0 | 2  | 1  | +1 | 4 | Vòng chung kết      |
| 3  | Ấn Độ          | 2  | 0 | 0 | 2 | 1  | 5  | −4 | 0 |                     |
| 4  | Maldives       | 0  | 0 | 0 | 0 | 0  | 0  | 0  | 0 | Rút lui             |

1. ↑  Maldives rút lui khỏi giải vào ngày 5 tháng 9 năm 2023.[8]

| UAE | 0–0      | Trung Quốc |
| --- | -------- | ---------- |
|     | Chi tiết |            |

| Trung Quốc | 2–1 | Ấn Độ |
| ---------- | --- | ----- |
|            |     |       |

| UAE | 3–0 | Ấn Độ |
| --- | --- | ----- |
|     |     |       |

### Bảng H
- Tất cả các trận đấu được tổ chức tại Thái Lan.
- Thời gian được liệt kê là UTC+7.

| VT | Đội          | ST | T | H | B | BT | BB | HS | Đ | Giành quyền tham dự |
| -- | ------------ | -- | - | - | - | -- | -- | -- | - | ------------------- |
| 1  | Thái Lan (H) | 3  | 3 | 0 | 0 | 9  | 0  | +9 | 9 | Vòng chung kết      |
| 2  | Malaysia     | 3  | 2 | 0 | 1 | 6  | 1  | +5 | 6 | Vòng chung kết      |
| 3  | Philippines  | 3  | 1 | 0 | 2 | 1  | 9  | −8 | 3 |                     |
| 4  | Bangladesh   | 3  | 0 | 0 | 3 | 0  | 6  | −6 | 0 |                     |

| Bangladesh | 0–2      | Malaysia                    |
| ---------- | -------- | --------------------------- |
|            | Chi tiết | - Aliff 81' - Tierney 90+4' |

| Thái Lan                                                                  | 5–0      | Philippines |
| ------------------------------------------------------------------------- | -------- | ----------- |
| - Purachet 5' - Chatmongkol 21' - Teerasak 29' - Anan 71' - Yotsakorn 89' | Chi tiết |             |

| Philippines | 0–4 | Malaysia |
| ----------- | --- | -------- |
|             |     |          |

| Bangladesh | 0–3 | Thái Lan |
| ---------- | --- | -------- |
|            |     |          |

| Thái Lan | 1–0 | Malaysia |
| -------- | --- | -------- |
|          |     |          |

| Bangladesh | 0–1 | Philippines |
| ---------- | --- | ----------- |
|            |     |             |

### Bảng I
- Tất cả các trận đấu được tổ chức tại Tajikistan.
- Thời gian được liệt kê là UTC+5.

| VT | Đội               | ST | T | H | B | BT | BB | HS | Đ | Giành quyền tham dự |
| -- | ----------------- | -- | - | - | - | -- | -- | -- | - | ------------------- |
| 1  | Úc                | 2  | 1 | 1 | 0 | 8  | 2  | +6 | 4 | Vòng chung kết      |
| 2  | Tajikistan (H)    | 2  | 1 | 1 | 0 | 3  | 2  | +1 | 4 | Vòng chung kết      |
| 3  | Lào               | 2  | 0 | 0 | 2 | 2  | 9  | −7 | 0 |                     |
| 4  | CHDCND Triều Tiên | 0  | 0 | 0 | 0 | 0  | 0  | 0  | 0 | Rút lui             |

1. ↑  Cộng hòa Dân chủ Nhân dân Triều Tiên rút lui khỏi giải đấu vào ngày 8 tháng 8 năm 2023.[9]

| Lào                   | 1–7      | Úc                                                                        |
| --------------------- | -------- | ------------------------------------------------------------------------- |
| - Khounthoumphone 12' | Chi tiết | - Velupillay 2', 4' - D'Arrigo 7' - Botic 20', 56' - Brook 60' - Kuol 79' |

| Tajikistan | 2–1 | Lào |
| ---------- | --- | --- |
|            |     |     |

| Úc | 1–1 | Tajikistan |
| -- | --- | ---------- |
|    |     |            |

### Bảng J
- Tất cả các trận đấu được tổ chức tại Ả Rập Xê Út.
- Thời gian được liệt kê là UTC+3.

| VT | Đội             | ST | T | H | B | BT | BB | HS  | Đ | Giành quyền tham dự |
| -- | --------------- | -- | - | - | - | -- | -- | --- | - | ------------------- |
| 1  | Ả Rập Xê Út (H) | 3  | 3 | 0 | 0 | 12 | 2  | +10 | 9 | Vòng chung kết      |
| 2  | Campuchia       | 3  | 1 | 1 | 1 | 5  | 9  | −4  | 4 |                     |
| 3  | Liban           | 3  | 0 | 2 | 1 | 3  | 6  | −3  | 2 |                     |
| 4  | Mông Cổ         | 3  | 0 | 1 | 2 | 3  | 6  | −3  | 1 |                     |

| Campuchia                         | 2–2      | Liban                      |
| --------------------------------- | -------- | -------------------------- |
| - Chami 45+1' (l.n.) - Rotana 65' | Chi tiết | - Nasser 7' - Mekkaoui 74' |

| Ả Rập Xê Út                                   | 3–1      | Mông Cổ               |
| --------------------------------------------- | -------- | --------------------- |
| - Al-Juwayr 87' - Radif 90+9' - Marran 90+14' | Chi tiết | - Uuganbat 3' (ph.đ.) |

| Mông Cổ | 1–2 | Campuchia |
| ------- | --- | --------- |
|         |     |           |

| Liban | 0–3 | Ả Rập Xê Út |
| ----- | --- | ----------- |
|       |     |             |

| Liban | 1–1 | Mông Cổ |
| ----- | --- | ------- |
|       |     |         |

| Ả Rập Xê Út | 6–1 | Campuchia |
| ----------- | --- | --------- |
|             |     |           |

### Bảng K
- Tất cả các trận đấu được tổ chức tại Indonesia.
- Thời gian được liệt kê là UTC+7.

| VT | Đội               | ST | T | H | B | BT | BB | HS  | Đ | Giành quyền tham dự |
| -- | ----------------- | -- | - | - | - | -- | -- | --- | - | ------------------- |
| 1  | Indonesia (H)     | 2  | 2 | 0 | 0 | 11 | 0  | +11 | 6 | Vòng chung kết      |
| 2  | Turkmenistan      | 2  | 1 | 0 | 1 | 4  | 2  | +2  | 3 |                     |
| 3  | Đài Bắc Trung Hoa | 2  | 0 | 0 | 2 | 0  | 13 | −13 | 0 |                     |

| Đài Bắc Trung Hoa | 0–4      | Turkmenistan                          |
| ----------------- | -------- | ------------------------------------- |
|                   | Chi tiết | - Hydyrow 25', 62', 78' - Rozyyev 76' |

| Indonesia | 9–0 | Đài Bắc Trung Hoa |
| --------- | --- | ----------------- |
|           |     |                   |

| Turkmenistan | 0–2 | Indonesia |
| ------------ | --- | --------- |
|              |     |           |

### Bảng xếp hạng các đội đứng thứ hai
- Bốn đội nhì bảng có thành tích tốt nhất sẽ giành quyền dự vòng chung kết.[6]
- Do sự khác biệt về số đội tại các bảng, kết quả của đội đối đầu với đội xếp thứ 4 của các bảng sẽ không được xét đến khi xét thứ hạng này; các trận đấu Bảng B của các đội với Qatar được tính là các trận đấu giao hữu và sẽ không được tính vào bảng xếp hạng.[6]

| VT | Bg | Đội          | ST | T | H | B | BT | BB | HS | Đ | Giành quyền tham dự |
| -- | -- | ------------ | -- | - | - | - | -- | -- | -- | - | ------------------- |
| 1  | F  | Kuwait       | 2  | 1 | 1 | 0 | 6  | 2  | +4 | 4 | Vòng chung kết      |
| 2  | I  | Tajikistan   | 2  | 1 | 1 | 0 | 3  | 2  | +1 | 4 | Vòng chung kết      |
| 3  | G  | Trung Quốc   | 2  | 1 | 1 | 0 | 2  | 1  | +1 | 4 | Vòng chung kết      |
| 4  | H  | Malaysia     | 2  | 1 | 0 | 1 | 4  | 1  | +3 | 3 | Vòng chung kết      |
| 5  | E  | Iran         | 2  | 1 | 0 | 1 | 4  | 1  | +3 | 3 |                     |
| 6  | K  | Turkmenistan | 2  | 1 | 0 | 1 | 4  | 2  | +2 | 3 |                     |
| 7  | C  | Yemen        | 2  | 1 | 0 | 1 | 3  | 1  | +2 | 3 |                     |
| 8  | A  | Oman         | 2  | 1 | 0 | 1 | 2  | 1  | +1 | 3 |                     |
| 9  | D  | Palestine    | 2  | 1 | 0 | 1 | 1  | 1  | 0  | 3 |                     |
| 10 | B  | Kyrgyzstan   | 2  | 0 | 1 | 1 | 1  | 2  | −1 | 1 |                     |
| 11 | J  | Campuchia    | 2  | 0 | 1 | 1 | 3  | 8  | −5 | 1 |                     |

1. 1 2  Điểm kỷ luật: Malaysia –4, Iran –7.

## Cầu thủ ghi bàn
Đã có 206 bàn thắng ghi được trong 54 trận đấu, trung bình 3.81 bàn thắng mỗi trận đấu.
6 bàn thắng
- Khusayin Norchayev

5 bàn thắng
- Hussein Lawend

4 bàn thắng
- Ridha Fadhil
- Salman Al Awadi
- Abdullah Radif

3 bàn thắng
- Ali Jasim
- Waseem Al-Riyalat
- Mohamad Rihanieh
- Mustafa Abdullatif
- Purachet Thodsanit
- Samammet Hydyrow
- Ulugbek Khoshimov
- Ahmed Maher

2 bàn thắng
- Nishan Velupillay
- Noah Botic
- Sayed Jawad Haider
- Sa Ty
- Sor Rotana
- Marselino Ferdinan
- Pratama Arhan
- Allahyar Sayyadmanesh
- Mohammad Ghorbani
- Alexander Aoraha
- Dhulfiqar Younis Al-Imari
- Hosoya Mao
- Mito Shunsuke
- Amin Al-Shanaineh
- Reziq Bani Hani
- Saravanan Thirumurugan
- Khaled Al-Nabris
- Ahmed Al-Ghamdi
- Mohammed Marran
- Musab Al-Juwayr
- Yotsakorn Burapha
- Abbosbek Fayzullaev
- Alisher Odilov
- Jasurbek Jaloliddinov
- Bùi Vĩ Hào

1 bàn thắng
- Omid Musawi
- Alou Kuol
- Cameron Peupion
- Lachlan Brook
- Louis D'Arrigo
- Hussein Abdulkarim
- Nebijan Muhmet
- Tao Qianglong
- Micah Thomas
- Riku Meyar
- Elkan Baggott
- Hokky Caraka
- Ivar Jenner
- Rafael Struick
- Ramadhan Sananta
- Rio Fahmi
- Witan Sulaeman
- Amin Hazbavi
- Hossein Goodarzi
- Mohammad Javad Hosseinnejad
- Blnd Hassan
- Muntadher Abdulameer
- Muntadher Mohammed
- Mustafa Saadon
- Zaid Tahseen
- Fujio Shota
- Fujita Joeru Chima
- Nishio Ryuya
- Mohammad Abualnadi
- Mohannad Abu Taha
- Seif Darwish
- Hong Yun-sang
- Jeon Byung-kwan
- Oh Jae-hyeok
- Paik Sang-hoon
- Bandar Al Salamah
- Hamad Al-Taweel
- Mohsen Falah
- Salman Al-Bous
- Talal Al-Qaisi
- Khristiyan Brauzman
- Chanthavixay Khounthoumphone
- Damoth Thongkhamsavath
- Karim Mekkaoui
- Mohammad Nasser
- Mohammad Sami Haidar
- Aliff Izwan
- Fergus Tierney
- Harith Haiqal
- Mukhairi Ajmal
- Bat-Orgil Gerelt-Od
- Filip Andersson
- Temuulen Uuganbat
- Kaung Htet Paing
- Ahed Al-Mashaiki
- Mamoon Said Al-Araimi
- Nasser Al-Rawahi
- Nibras Al-Maashari
- Salem Al-Abdulsalam
- Alamgir Ghazi
- Harun Hamid
- Zaid Qunbar
- Gavin Muen
- Ahmed Al-Rawi
- Tameem Mansour Al-Abdullah
- Mohammed Waheeb Al Shamat
- Saad Al-Nasser
- Farhan Zulkifli
- Zikos Chua
- Ahmad Hatem
- Almekdad Ahmad
- Hozan Osman
- Mahmoud Nayef
- Oliver Kass Kawo
- Ruslan Khailoev
- Rustam Soirov
- Sodiqjon Qurbonov
- Airfan Doloh
- Anan Yodsangwal
- Chatmongkol Rueangthanarot
- Teerasak Poeiphimai
- Cristevão Fernandes
- Luis Berdila da Silva
- Mouzinho de Lima
- Ricardo Rorinh Bianco
- Zenivio Mota
- Nurmyrat Rozyyev
- Eisa Khalfan
- Mohammed Abbas Al Baloushi
- Sultan Adil Al Ameeri
- Alibek Davronov
- Mukhammadkodir Khamraliev
- Umarali Rakhmonaliev
- Hoàng Văn Toản
- Hồ Văn Cường
- Lê Văn Đô
- Nguyễn Đình Bắc
- Nguyễn Hữu Nam
- Nguyễn Thanh Nhàn
- Nguyễn Văn Tùng
- Gassem Al-Sharafi
- Hamzah Hanash
- Hamzah Mahross
- Mohammed Al-Qashmi
- Saqr Ebrahim Al-Harbi

1 bàn phản lưới nhà
- Nazhan Zulkifle (trong trận gặp Jordan)
- Wafiq Danish (trong trận gặp Jordan)
- Hu Hetao (trong trận gặp Ấn Độ)
- Yip Cheuk Man (trong trận gặp Uzbekistan)
- Ibrahim Chami (trong trận gặp Campuchia)
- Nguyễn Hồng Phúc (trong trận gặp Singapore)

## Các đội vượt qua vòng loại
Dưới đây là các đội vượt qua vòng loại để thi đấu tại Cúp bóng đá U-23 châu Á 2024.

| Đội tuyển   | Tư cách vượt qua vòng loại        | Ngày vượt qua vòng loại | Tham dự lần trước tại Giải vô địch bóng đá U-23 châu Á 1 |
| ----------- | --------------------------------- | ----------------------- | -------------------------------------------------------- |
| Qatar       | Chủ nhà                           | 30 tháng 9 năm 2022     | 4 (2016, 2018, 2020, 2022)                               |
| Jordan      | Nhất bảng A                       | 12 tháng 9 năm 2023     | 5 (2013, 2016, 2018, 2020, 2022)                         |
| Hàn Quốc    | Nhất bảng B                       | 12 tháng 9 năm 2023     | 5 (2013, 2016, 2018, 2020, 2022)                         |
| Việt Nam    | Nhất bảng C                       | 9 tháng 9 năm 2023      | 4 (2016, 2018, 2020, 2022)                               |
| Nhật Bản    | Nhất bảng D                       | 12 tháng 9 năm 2023     | 5 (2013, 2016, 2018, 2020, 2022)                         |
| Uzbekistan  | Nhất bảng E                       | 12 tháng 9 năm 2023     | 5 (2013, 2016, 2018, 2020, 2022)                         |
| Iraq        | Nhất bảng F                       | 12 tháng 9 năm 2023     | 5 (2013, 2016, 2018, 2020, 2022)                         |
| UAE         | Nhất bảng G                       | 12 tháng 9 năm 2023     | 4 (2013, 2016, 2020, 2022)                               |
| Thái Lan    | Nhất bảng H                       | 12 tháng 9 năm 2023     | 4 (2016, 2018, 2020, 2022)                               |
| Úc          | Nhất bảng I                       | 12 tháng 9 năm 2023     | 5 (2013, 2016, 2018, 2020, 2022)                         |
| Ả Rập Xê Út | Nhất bảng J                       | 12 tháng 9 năm 2023     | 5 (2013, 2016, 2018, 2020, 2022)                         |
| Indonesia   | Nhất bảng K                       | 12 tháng 9 năm 2023     | 0 (Lần đầu)                                              |
| Kuwait      | Nhì bảng tốt thứ nhất/ Nhì bảng F | 12 tháng 9 năm 2023     | 2 (2013, 2022)                                           |
| Tajikistan  | Nhì bảng tốt thứ hai/ Nhì bảng I  | 12 tháng 9 năm 2023     | 1 (2022)                                                 |
| Trung Quốc  | Nhì bảng tốt thứ ba/ Nhì bảng G   | 12 tháng 9 năm 2023     | 4 (2013, 2016, 2018, 2020)                               |
| Malaysia    | Nhì bảng tốt thứ tư/ Nhì bảng H   | 12 tháng 9 năm 2023     | 2 (2018, 2022)                                           |

1 Chữ đậm là những đội vô địch năm đó. Chữ nghiêng là những đội chủ nhà năm đó.